# Phonosmash

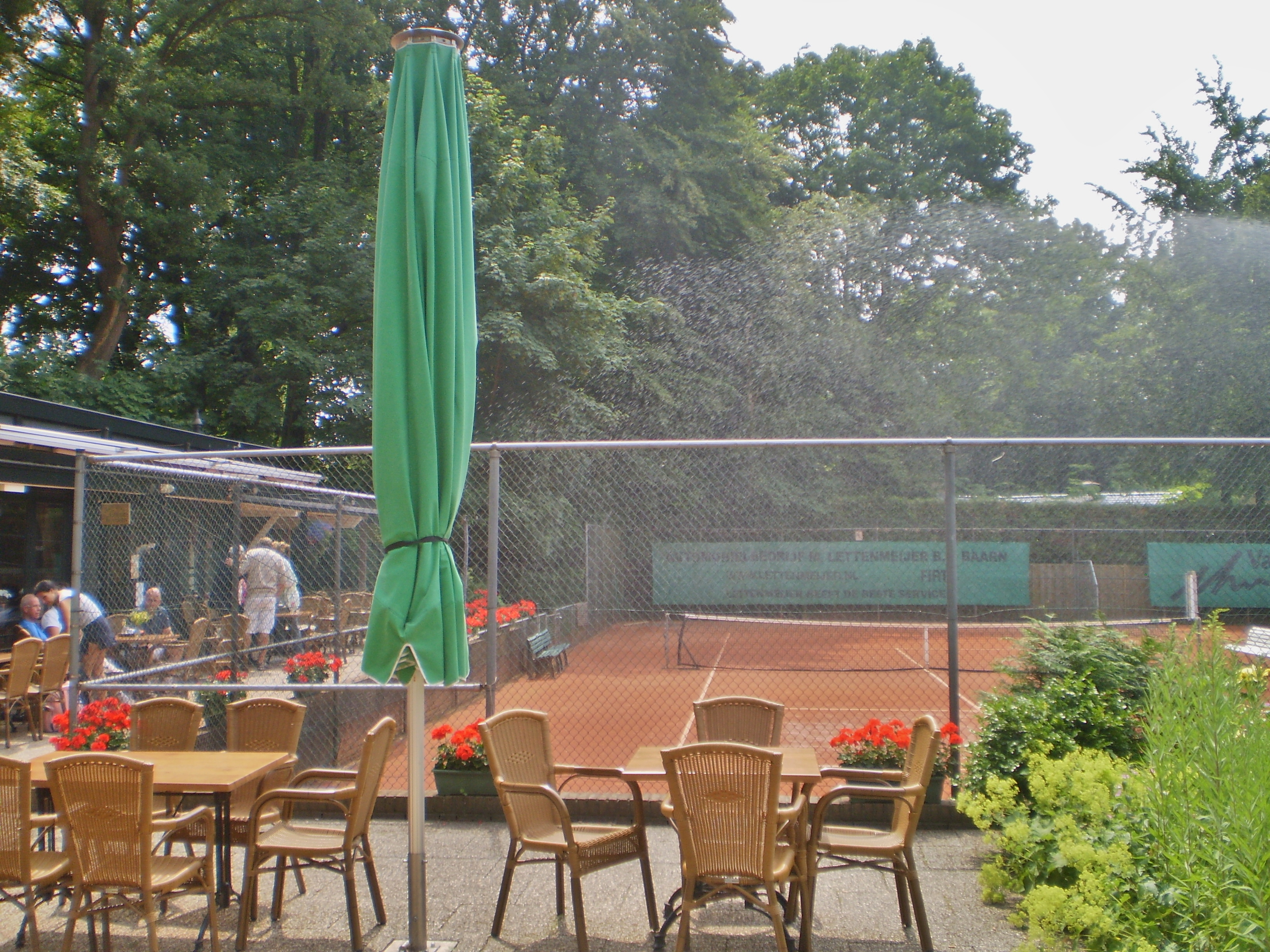
Links het clubgebouw

Phonosmash is een tennisvereniging gevestigd aan de Prinses Marielaan in Baarn in de provincie Utrecht. 
Aan het eind van de negentiende eeuw werd in Baarn alleen op particuliere banen getennist, maar nog niet in clubverband. In 1906 werd de latere burgemeester van Baarn, G.C.J. van Reenen Nederlands Kampioen. Niet alleen kampioen enkelspel maar samen met de heer K.W.A. Beukema ook kampioen herendubbel. In 1907 werd de Baarnse Lawn Tennis Club opgericht. In 1926 werden achter het badhotel drie tennisbanen aangelegd en een jaar later  verrees er het thans nog bestaande clubhuis. 

## Philips
De ontspanningsvereniging van Philips Phonografische Industrie richtte een tennisafdeling op, toen het tennispark aan de Prinses Marielaan beschikbaar kwam. In 1967 volgde de verhuizing van de BLTC naar het grotere tennispark bij het Baarnse Bosbad. Op 21 februari 1968 werd de eerste algemene ledenvergadering gehouden van de Philips Tennisvereniging. In 1972 werd de clubnaam veranderd in Phonosmash. Later konden ook niet-PPI-medewerkers lid worden. In 1987 is het Phonosmashcomplex heringedeeld van 3 naar 4 tennisbanen.